# Mont Killaraus
Le mont Killaraus est un lieu de la légende arthurienne, que les textes situent en Irlande, où se trouvait autrefois Stonehenge,.